# 183.ª Divisão de Infantaria (Alemanha)
A 183ª Divisão de Infantaria (em alemão:183. Infanterie-Division) foi uma unidade militar que serviu no Exército alemão durante a Segunda Guerra Mundial.

## Comandantes
| Comandante                       | Data                                           |
| -------------------------------- | ---------------------------------------------- |
| Generalleutnant Benignus Dippold | 1 de novembro de 1939 - 4 de outubro de 1941   |
| Generalleutnant Richard Stempel  | 4 de outubro de 1941 - 20 de janeiro de 1942   |
| Generalleutnant August Dettling  | 20 de janeiro de 1942 - 14 de novembro de 1943 |

## Oficiais de operações
| Oberstleutnant Albert Dietl | 5 de janeiro de 1940-20 de janeiro de 1943 |

## Área de operações
| Alemanha                       | novembro de 1939 - maio de 1941    |
| Bálcãs                         | maio de 1941 - novembro de 1941    |
| Frente Oriental, setor central | novembro de 1941 - outubro de 1943 |
| Frente Oriental, setor sul     | novembro de 1943                   |